# Pleospora vulgatissima
Pleospora vulgatissima är en svampart som beskrevs av Speg. 1882. Pleospora vulgatissima ingår i släktet Pleospora och familjen Pleosporaceae.   Inga underarter finns listade i Catalogue of Life.